# Низинное (Джанкойский район)
Низи́нное (до 1948 года Ногайлы́-Кирк; укр. Низинне, крымскотат. Noğaylı Qırq, Ногъайлы Къыркъ) — село в Джанкойском районе Республики Крым, входит в состав Заречненского сельского поселения (согласно административно-территориальному делению Украины — Заречненского сельского совета Автономной Республики Крым).

## Население
| 2001 | 2014 |
| ---- | ---- |
| 346  | ↘243 |

Всеукраинская перепись 2001 года показала следующее распределение по носителям языка
| Язык             | Процент |
| ---------------- | ------- |
| русский          | 50.29   |
| крымскотатарский | 32.37   |
| украинский       | 15.9    |
| другие           | 0.29    |

### Динамика численности
| - 1805 год — 112 чел. - 1864 год — 12 чел. - 1889 год — 137 чел. - 1900 год — 25 чел. - 1915 год — 33/84 чел. | - 1926 год — 126 чел. - 1989 год — 310 чел. - 2001 год — 346 чел. - 2009 год — 313 чел. - 2014 год — 243 чел. |

## Современное состояние
На 2017 год в Низинном числится 7 улиц; на 2009 год, по данным сельсовета, село занимало площадь 31,6 гектара на которой, в 124 дворах, проживало 313 человек. В селе действуют фельдшерско-акушерский пункт, с 1982 года — библиотека

## География
Низинное — село в центре района, в степном Крыму, на берегу одного из глубоко вдающихся в сушу заливов Сиваша, высота центра села над уровнем моря — 8 м. Соседние сёла: Армейское в 1 км на запад, Митюрино в 0,4 км на восток и Заречное в 3 км на юг. Расстояние до райцентра — около 18 километров (по шоссе), там же ближайшая железнодорожная станция. Транспортное сообщение осуществляется по региональной автодороге 35Н-138 Заречное — Низинное до шоссе 35Н-179 Победное — Сиваш (по украинской классификации — С-0-10414).

## История
Первое документальное упоминание села встречается в Камеральном Описании Крыма… 1784 года, судя по которому, в последний период Крымского ханства Ногайджи входил в Насывский кадылык Карасубазар ского каймаканства
После присоединения Крыма к России (8) 19 апреля 1783 года, (8) 19 февраля 1784 года, именным указом Екатерины II сенату, на территории бывшего Крымского Ханства была образована Таврическая область и деревня была приписана к Перекопскому уезду. После Павловских реформ, с 1796 по 1802 год, входила в Перекопский уезд Новороссийской губернии. По новому административному делению, после создания 8 (20) октября 1802 года Таврической губернии, Ногайлы-Кирк был включён в состав Биюк-Тузакчинской волости Перекопского уезда.
По Ведомости о всех селениях в Перекопском уезде состоящих с показанием в которой волости сколько числом дворов и душ… от 21 октября 1805 года в деревне Ногайлы-Кирк числилось 9 дворов, 109 крымских татар и 3 ясыров. На военно-топографической карте генерал-майора Мухина 1817 года деревня Кучук-Кирк обозначена с 8 дворами. После реформы волостного деления 1829 года Нагайлы, согласно «Ведомости о казённых волостях Таврической губернии 1829 года», остался в составе Тузакчинской волости. На карте 1836 года в деревне 10 дворов, а на карте 1842 года деревня записана как Ногайлы Кырк и обозначена условным знаком «малая деревня», то есть, менее 5 дворов.
В 1860-х годах, после земской реформы Александра II, деревню приписали к Владиславской волости того же уезда. В «Списке населённых мест Таврической губернии по сведениям 1864 года», составленном по результатам VIII ревизии 1864 года, Ногайлы-Кирк — владельческая татарская деревня с 4 дворами и 12 жителями при колодцах. По обследованиям профессора А. Н. Козловского начала 1860-х годов, в селении имелась «мелкая пресная вода» в колодцах глубиной 1 сажень (2 м). На трехверстовой карте Шуберта 1865—1876 года в деревне Ногайлы Кырк отмечены 4 двора. К 1886 году Владиславская волость была упразднена и в «Памятной книге Таврической губернии 1889 года» по результатам Х ревизии 1887 года записан Ногайчи-Кырк Байгончекской волости с 27 дворами и 137 жителями.
После земской реформы 1890 года отнесли к Ак-Шеихской волости. По «…Памятной книжке Таврической губернии на 1900 год» в Ногайлы-Кирке числилось 25 жителей в 6 дворах. По Статистическому справочнику Таврической губернии. Ч.II-я. Статистический очерк, выпуск пятый Перекопский уезд, 1915 год, в деревне Ногайлы-Кирк Ак-Шеихской волости Перекопского уезда числилось 19 дворов с татарским населением в количестве 33 человек приписных жителей и 84 — «посторонних», из которых 64 мужчины и 53 женщины. Жители владели 1027 десятинами удобной земли. В хозяйствах имелось 42 лошади, 23 коровы и 25 голов мелкого скота.
После установления в Крыму Советской власти, по постановлению Крымревкома от 8 января 1921 года № 206 «Об изменении административных границ» была упразднена волостная система и в составе Джанкойского уезда (преобразованного из Перекопского) был создан Джанкойский район. В 1922 году уезды преобразовали в округа. 11 октября 1923 года, согласно постановлению ВЦИК, в административное деление Крымской АССР были внесены изменения, в результате которых округа были ликвидированы, основной административной единицей стал Джанкойский район и село включили в его состав. Согласно Списку населённых пунктов Крымской АССР по Всесоюзной переписи 17 декабря 1926 года, в селе Ногайлы-Кирк, Камаджинского сельсовета (в котором село состоит всю дальнейшую историю) Джанкойского района, числилось 27 дворов, из них 26 крестьянских, население составляло 126 человек, все татары, действовала татарская школа.
Во время Великой Отечественной войны, в апреле 1944 года в воздушном бою над селом был сбит самолёт из 1-й штурмовой авиадивизии, 8-й воздушной армии. Пилоты погибли и были похоронены местными жителями. В 1966 году останки перезахоронили в Заречное.
В 1944 году, после освобождения Крыма от фашистов, согласно Постановлению ГКО № 5859 от 11 мая 1944 года, 18 мая крымские татары были депортированы в Среднюю Азию. 12 августа 1944 года было принято постановление № ГОКО-6372с «О переселении колхозников в районы Крыма» и в сентябре 1944 года в район приехали первые новоселы (27 семей) из Каменец-Подольской и Киевской областей, а в начале 1950-х годов последовала вторая волна переселенцев из различных областей Украины. С 25 июня 1946 года Ногайлы-Кирк в составе Крымской области РСФСР. Указом Президиума Верховного Совета РСФСР от 18 мая 1948 года, Ногайлы-Кирк переименовали в Низинное. 26 апреля 1954 года Крымская область была передана из состава РСФСР в состав УССР. По данным переписи 1989 года в селе проживало 310 человек. С 12 февраля 1991 года село в восстановленной Крымской АССР, 26 февраля 1992 года переименованной в Автономную Республику Крым. С 21 марта 2014 года в составе Крыма аннексировано Россией.